# Esgrima als Jocs Olímpics d'estiu de 1920 - floret per equips masculí
La competició de floret per equips masculí va ser una de les sis proves del programa d'esgrima que es van disputar als Jocs Olímpics d'Anvers de 1920. La prova es va disputar entre el 15 i el 17 d'agost de 1920, amb la participació de 49 tiradors procedents de 8 nacions diferents.

## Medallistes
| Or | Plata | Bronze                                                                                          |
| ItàliaAldo Nadi · Nedo Nadi · Olivier Abelardo · Pietro Speciale · Rodolfo Terlizzi · Oreste Puliti · Tommaso Constantino · Baldo Baldi | FrançaAndré Labattut · Georges Trombert · Marcel Perrot · Lucien Gaudin · Philippe Cattiau · Roger Ducret · Gaston Amson · Lionel De Castellane | Estats UnitsFrancis Honeycutt · Arthur Lyon · Robert Sears · Henry Breckinridge · Harold Rayner |

## Equips
| Bèlgica - Léon Tom - Robert Hennet - Marcel Cuypers - Fernand de Montigny - Émile De Schepper - Charles Crahay - Marcel Berré - Charles Pape Txecoslovàquia - Josef Javůrek - Antonín Mikala - Vilém Tvrzský - František Dvořák Dinamarca - Ivan Osiier - Georg Hegner - Ejnar Levison - Poul Rasmussen - Kay Schrøder | França - Lionel Bony de Castellane - Gaston Amson - Philippe Cattiau - Roger Ducret - André Labatut - Georges Trombert - Lucien Gaudin - Marcel Perrot Regne Unit - Edgar Seligman - Roland Willoughby - Philip Doyne - Robert Montgomerie - Evan James - Cecil Kershaw | Itàlia - Tommaso Costantino - Aldo Nadi - Nedo Nadi - Abelardo Olivier - Oreste Puliti - Pietro Speciale - Rodolfo Terlizzi - Baldo Baldi Països Baixos - Wouter Brouwer - Félix Vigeveno - Salomon Zeldenrust - Arie de Jong - Jan van der Wiel Estats Units - Henry Breckinridge - Francis Honeycutt - Arthur Lyon - Harold Rayner - Robert Sears |

## Resultats

### Semifinals
| Sèrie A | Sèrie A        | Sèrie A   | Sèrie A | Sèrie A |
| Pos.    | Equip          | Victòries | Perduts | Qual.   |
| ------- | -------------- | --------- | ------- | ------- |
| 1       | Itàlia         | 4         | 0       | Q       |
| 2       | Dinamarca      | 3         | 1       | Q       |
| 3       | Regne Unit     | 2         | 3       | Q       |
| 4       | Bèlgica        | 1         | 4       |         |
| 5       | Txecoslovàquia | 0         | 5       |         |
| Sèrie B |                |           |         |         |
| Pos.    | Equip          | Victòries | Perduts | Qual.   |
| 1       | França         | 1         | 0       | Q       |
| 2       | Estats Units   | 1         | 0       | Q       |
| 3       | Països Baixos  | 0         | 2       |         |

### Final
| Final | Final        | Final     | Final   |
| Pos.  | Equip        | Victòries | Perduts |
| ----- | ------------ | --------- | ------- |
| 1     | Itàlia       | 4         | 0       |
| 2     | França       | 3         | 1       |
| 3     | Estats Units | 2         | 2       |
| 4     | Dinamarca    | 1         | 3       |
| 5     | Regne Unit   | 0         | 4       |